# Dermoflata rotundata
Dermoflata rotundata är en insektsart som beskrevs av Melichar 1901. Dermoflata rotundata ingår i släktet Dermoflata och familjen Flatidae. Inga underarter finns listade i Catalogue of Life.